# Quái vật lợn rừng
Quái vật lợn rừng (Monster Pig hay Pigzilla hay Hogzilla II) là biệt danh do người dân Alabama ở Mỹ tự đặt ra để mô tả về một con lợn hoang có kích thước khổng lồ và được coi là con lợn rừng lớn nhất hành tinh. Câu chuyện này xảy ra vào năm 2007, trên cơ sở những tường trình kèm theo hình ảnh cho thấy việc có một cậu bé 11 tuổi đã bắn hạ một con lợn hoang khổng lồ. Như vậy, đây là con lợn rừng to nhất hành tinh với biệt danh Hogzilla II.

## Mô tả
Đây là con lợn rừng già nua nặng gần nửa tấn, chính xác là con lợn này nặng gần 480 kg và dài khoảng 2,85 mét kể từ mõm cho tới cuống đuôi, với những cái răng sắc hểu dài cả gang tay, ước tính con lợn này cho đến 250 đến hơn 300 cân thịt. Bắp đùi của nó to ngang ngửa lốp xe tải. Điều này có nghĩa là còn nặng hơn cả quái thú huyền thoại Hogzilla vì theo truyền thuyết, quái vật Hogzilla là con lợn rừng khổng lồ ngót nghét 450 kg cân nặng và 3m74 chiều dài đã bị bắn chết năm 2004. Tuy nhiên khi các nhà khoa học thuộc tổ chức National Geographic phát hiện ra di hài của nó thì mới hay con vật chỉ nặng hơn 360 kg và dài chưa đến 2,5 m.

## Câu chuyện
Cậu thiếu niên 11 tuổi Jamison Stone ở bang Alabama miền nam nước Mỹ coi như đã làm nên chiến tích kỳ diệu tại khu rừng Pickensville là đã bắn hạ con lợn. Được biết, từ năm lên 3 tuổi, Jaminson đã có kinh nghiệm theo chân bố vốn là tay thợ săn thiện xạ của vùng đông Alabama, lên 5 tuổi, cậu đã hạ gục con hoẵng nhỏ đầu tiên, để rồi 6 năm sau lập nên thành tích này khi vừa tốt nghiệp lớp 6 tại ngôi trường làng Christian Heritage Academy.
Khi săn con mồi này cậu cùng bố và 2 người thợ đã đuổi bắt nó khắp khu rừng trong suốt 3 giờ đồng hồ cho đến khi mệt lả và phải đến phát thứ tám con thú khổng lồ mới chịu ngã gục trước mũi súng 0.5 ly, tuy vậy lợn rừng nổi tiếng là sống dai, vì thế ngay cả khi quái thú khuỵu ngã đội thợ săn vẫn không dám bước ngay lại gần, chờ một lúc lâu sau, Mike Stone cùng 2 người thợ mới dò dẫm tiến vào, chuẩn bị bộc phá phòng trường hợp nó vùng dậy tấn công. Dân làng Pickensville đã phải sát phạt một khoảnh rừng lớn rồi dùng xe tải kéo nó về đến trang trại Clay ở Lineville.